# Maria Kleniewska
Maria Kleniewska (ur. 29 czerwca 1863 w Niedźwiedzickiej Woli, zm. 10 września 1947 w Lublinie) – działaczka społeczna i narodowa.

## Życiorys
Pochodziła z Jarocińskich h. Jastrzębiec - drobnej szlachty ziemi sieradzkiej. Urodziła się 29 czerwca 1863 w Niedźwiedzickiej Woli, jako córka Teodory. Po zakończeniu edukacji domowej, w latach 1876–1879 uczęszczała na krakowską pensję urszulanek. Dokształcała się w Polsce i za granicą. Ukończyła m.in. kursy ratownictwa i położnictwa w Lozannie.
Od 20 stycznia 1880 była żoną Jana Kleniewskiego h. Zagłoba, właściciela dóbr Kluczkowice. Mieli dzieci: Witolda (1880–1927), Jarynę i Hannę (obie zmarły w dzieciństwie), Halinę (1883–1973) oraz Przemysława (1889–1944), który został zamordowany przez gestapo w czasie powstania warszawskiego.
Według Apoloniusza Zawilskiego miała bardzo silne poglądy endeckie.
Zmarła 10 września 1947 u sióstr pasterek na Wiktorynie w Lublinie.

## Działalność Marii Kleniewskiej
- 1893 – założyła pierwsze ochronki dla dzieci wiejskich w Kluczkowicach
- 1895 – założyła Zjednoczone Koło Ziemianek, później zwane Stowarzyszeniem Zjednoczonych Ziemianek
- 1896 – pierwsze warsztaty szkoleniowe dla wiejskich dziewcząt w Kluczkowicach, Wrzelowcu i Szczekarkowie, gdzie uczono je: krawiectwa, tkactwa, koronczarstwa, hafciarstwa. Wykształcono 317 dziewcząt.
- 1898 – zorganizowała seminarium dla wykończenia nauki dziewczyn po warsztatach
- 1905–1908 – tajne komplety w Kluczkowicach.
- 1895 – z inicjatywy Marii powstało „Koło Pracy Kobiet”, przekształcone na dwunastotysięczne Zrzeszenie Ziemianek
- 1905–1907 – połączenie pojedynczych ZZ w Zjednoczone Koło Ziemianek; Maria Kleniewska została pierwszą przewodniczącą
- 1920 – była członkiem Obywatelskiego Komitetu Wykonawczego Obrony Państwa[2].
- 1923 – zawiązała się Rada Naczelna Stowarzyszenia Zjednoczonych Ziemianek, łącząca wszystkie ZZ z całej Polski (343 koła, 10 tys. członkiń)
- 1925 – w Dratowie zainicjowała działalność Bractwa Pielgrzymstwa Polskiego, nad którym opiekę duchową sprawował ks. Władysław Korniłowicz

Maria Kleniewska założyła także inne organizacje kobiece: koło włościanek „Zgoda”, „Gościnę” (ta zorganizowała Zjazd Kobiet Polskich w Krakowie w 1913), współtworzyła akcję „Swój do swego” oraz Polską Macierz Szkolną. W latach 30. XX w. współpracowała z Władysławem Korniłowiczem oraz Stefanem Wyszyńskim.
Ufundowała kościół parafialny w Zagłobie.

## Ordery i odznaczenia
- Krzyż Oficerski Orderu Odrodzenia Polski (30 kwietnia 1925)[3]